# Club Atlético Chalaco
O Club Atlético Chalaco é um clube peruano de futebol, com sede na cidade de El Callao. Suas cores são branco e vermelho.

## Títulos

### Nacionais
- Campeonato Peruano: 2 (1930 e 1947)[1]
- Vice-Campeonato Peruano: 4 (1948, 1957, 1958 e 1979)[2]
- Campeonato Peruano da Segunda Divisão: 1 (1972)
- Campeonato de Apertura: 2 (1948, 1953)

## Histórico em competições oficiais
- Copa Libertadores da América: 1980.